# Huastekisch

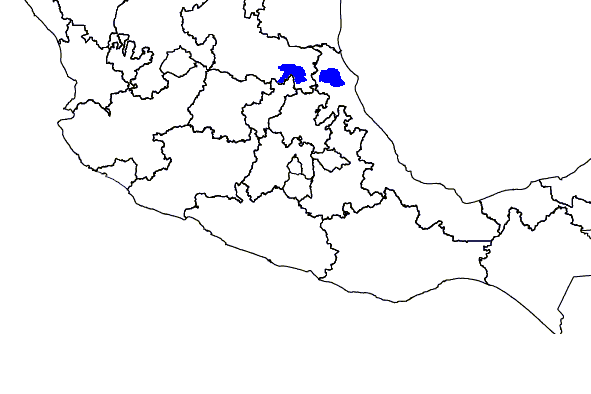
Huastekisches Sprachgebiet in Mexiko

Huastekisch (Teenek kaaw, Teenek kawintalab; Ethnonym Téenek) ist eine indigene Sprache in Mexiko, gesprochen von der Ethnie der Huaxteken. Sie gehört zu den Maya-Sprachen und hat als einzige derselben ihr Sprachgebiet weit entfernt von ihren Schwestersprachen.
Huastekisch wird von über 170.000 Menschen insbesondere in den Bundesstaaten San Luis Potosí und Veracruz sowie in geringerer Zahl in Tamaulipas gesprochen.